# الدوري الشمالي الممتاز 1991–92
الدوري الشمالي الممتاز 1991–92 هو موسم من دوري الشمال الممتاز ‏. فاز فيه نادي ستاليبريدج سيلتيك.